# Władysław Sikorski
Władysław Eugeniusz Sikorski [vu̯a'dɨsu̯af ɕi'kɔrski]ⓘ (Tuszów Narodowy, Imperio austrohúngaro, 20 de mayo de 1881 - Gibraltar, Reino Unido, 4 de julio de 1943) fue un militar y líder político polaco, que conjugó el cargo de primer ministro y comandante de las fuerzas armadas polacas al comienzo de la Segunda Guerra Mundial.

## Comienzos
Nació al sur de Polonia, en la ciudad de Tuszów Narodowy, que en su tiempo fue parte del Imperio austrohúngaro, tras las tres particiones de Polonia. Antes de la Primera Guerra Mundial, se convirtió en fundador y miembro de diversas organizaciones clandestinas que promocionaron la causa de la independencia de Polonia. Luchó con distinción en las legiones polacas durante la Primera Guerra Mundial, como miembro de la Segunda Brigada de la Legión Polaca, que durante la guerra se mostró partidaria de la formación de una unidad administrativa polaca dentro del Imperio austrohúngaro, a diferencia de la Primera Brigada, que contó con los elementos más independentistas, entre ellos el futuro mariscal polaco Józef Piłsudski.
Por su preferencia por la solución autonomista austrohúngara, Sikorski y Piłsudski mantuvieron malas relaciones, que se mantuvieron en el periodo de entreguerras.

## Polonia independiente
Tras la independencia de Polonia del Imperio ruso, participó en la guerra polaco-soviética (entre 1919 y 1921). En esta guerra jugó un importante papel en la decisiva batalla de Varsovia, cuando las fuerzas soviéticas, esperando una fácil victoria final, fueron sorprendidas y paralizadas por el contraataque polaco.
Durante los primeros años de la república fundó una organización de oficiales de estructura masónica, temida por la derecha polaca, Honor y Patria (en polaco: Honor i Ojczyzna), que fue disuelta en 1925.
Sikorski ostentó diversos puestos de gobierno en los primeros años de la Segunda República Polaca, entre ellos el de primer ministro (de 1922 a 1923, a propuesta de su rival Piłsudski, para gestionar la crisis por el asesinato del presidente Gabriel Narutowicz) y el de ministro de Defensa (de 1923 a 1924). Sikorski había abandonado el puesto de jefe del Estado Mayor  para dirigir el gabinete apolítico en diciembre de 1922 y el cargo pasó inmediatamente a Piłsudski, que reforzó su control sobre las fuerzas armadas.

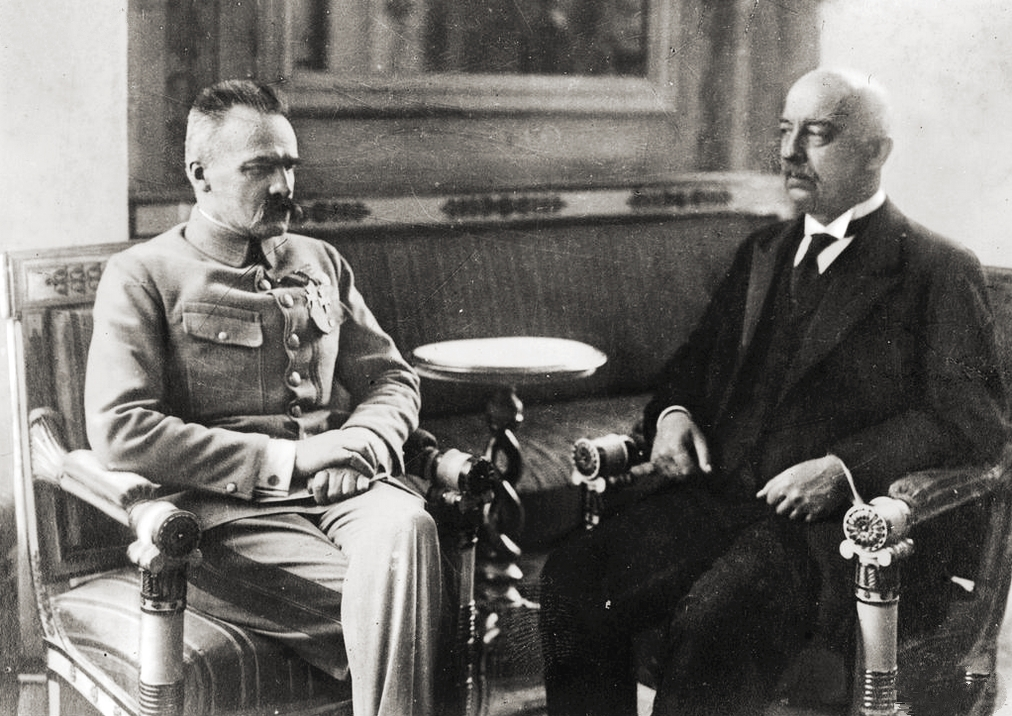
Józef Piłsudski (izq.) junto con el presidente Gabriel Narutowicz antes de su asesinato a finales de 1922 por un fanático de derecha. Sikorski mantuvo malas relaciones con Piłsudski quien, sin embargo, lo recomendó para dirigir el gabinete de crisis tras el asesinato del presidente.

Fue una coalición de centroderecha, tradicional rival de Piłsudski, la que acabó con su gobierno en la primavera de 1923. Los siguientes Gobiernos, controlados en general por la derecha, mayoritaria en el Parlamento, trataron de reorganizar la estructura de las fuerzas armadas heredada de Piłsudski y sus partidarios, a lo que contribuyó Sikorski, ministro de Defensa desde el 17 de febrero de 1924. Siguieron meses de enfrentamiento entre Sikorski y Piłsudski a propósito de la estructura de mando en las fuerzas armadas, pues tenían visiones diferentes sobre cuál era el modelo más adecuado. Las relaciones entre ambos, tensas desde la guerra mundial, se agriaron aún más por la controversia. Sikorski, a pesar de sus desavenencias con el mariscal, trató de separar su enfrentamiento con este de la oposición frontal de la derecha, que parecía simplemente decidida a oponerse a cualquier propuesta de su rival.
En el invierno de 1925, con la crisis política que llevaría en la primavera siguiente al golpe de Estado de Piłsudski, Sikorski trató de acabar con las muestras de apoyo al mariscal, que consideró faltas de la disciplina militar, relevando a varios mandos. Tomó precauciones para tratar de evitar el golpe militar pero a finales de noviembre fue sustituido al frente del Ministerio de Defensa en el nuevo gabinete, que puso en su lugar a un partidario del mariscal. Sikorski fue nombrado jefe de la región militar de Leópolis y alejado así de la capital.
El gobierno retiró el plan de reforma militar de Sikorski el 4 de mayo de 1926 en un intento último de llegar a un acuerdo con el mariscal y sus partidarios, pero no logró evitar el golpe de Estado de este. Tras el Golpe de Mayo de Józef Piłsudski en 1926 y la instalación del gobierno Sanacja, perdió la confianza de las nuevas autoridades polacas. 
Durante 1939 permaneció en la oposición al régimen, y escribió varios libros sobre el arte la guerra y sobre las relaciones exteriores de Polonia.

## Primer ministro y comandante de las Fuerzas Armadas

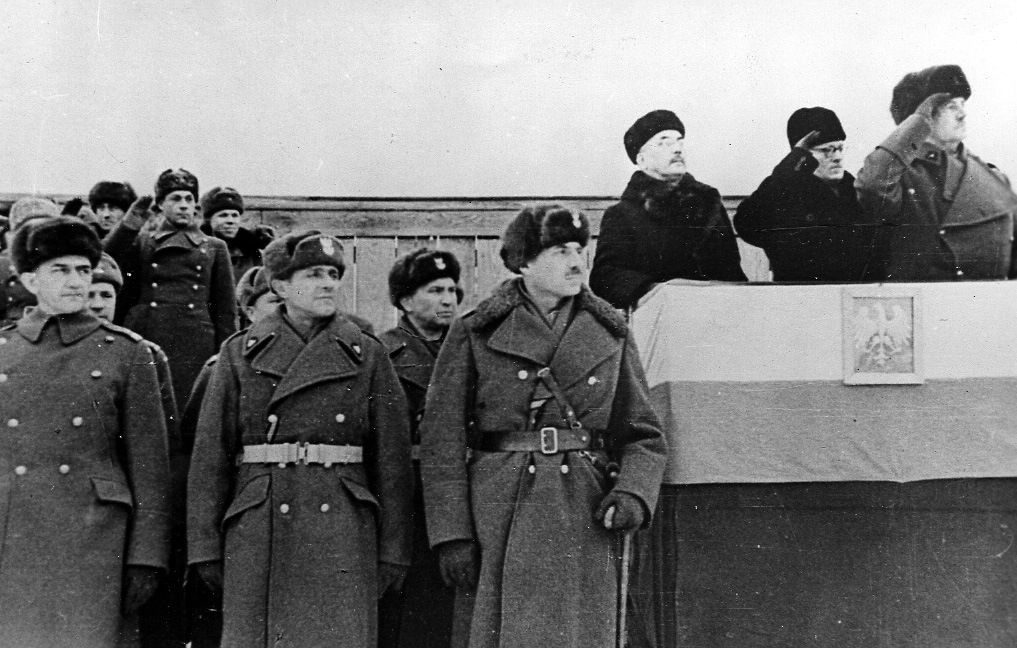
Sikorski (der.) visitando a las tropas polacas en la URSS en diciembre de 1941, tras la reanudación de relaciones diplomáticas entre los dos países.

Sirvió como primer ministro del Gobierno de Polonia en el exilio y general en jefe de las Fuerzas Armadas de Polonia durante la Segunda Guerra Mundial, y fue un defensor incondicional de la causa polaca en la escena diplomática. Ayudó al restablecimiento de las relaciones diplomáticas entre Polonia y la Unión Soviética, que se habían roto tras la alianza soviética con Alemania y la invasión soviética de Polonia de 1939. Se mostró dispuesto a aparcar los temas espinosos entre las dos naciones para lograr el restablecimiento de relaciones, lo que le permitió reclutar tropas entre los prisioneros polacos en la URSS y liberar a los numerosos civiles presos en cárceles soviéticas. Su postura fue criticada por algunos dirigentes, como su sucesor al frente de las fuerzas armadas, Sosnkowki, que preferían una actitud más dura con los soviéticos. Sikorski firmó con la URSS un tratado bilateral el 30 de julio de 1941, poco más de un mes después del comienzo de la invasión alemana de la Unión Soviética.
Sopesó la posibilidad de unir a Polonia y Checoslovaquia en una federación tras la guerra y aceptó en principio la cesión de los territorios orientales de Polonia a la URSS a cambio de la obtención de compensación en el oeste, a costa de Alemania.
Sin embargo, el 25 de abril de 1943, el dictador soviético Iósif Stalin rompió las relaciones soviético-polacas tras la petición de Sikorski de que la Cruz Roja internacional investigara la masacre de Katyn, cuyas fosas acababan de ser descubiertas por los nazis, que acusaron a los soviéticos de la matanza. El 4 de julio de 1943, Sikorski pereció en un extraño accidente aéreo, inmediatamente después de despegar de Gibraltar. A pesar de las sospechas de sabotaje, no se ha podido probar que su muerte no se debiese a un accidente.
Lo sucedió como primer ministro el político del Partido Campesino Stanisław Mikołajczyk, mientras que su antiguo rival el teniente general Kazimierz Sosnkowski fue nombrado general en jefe.

## Muerte

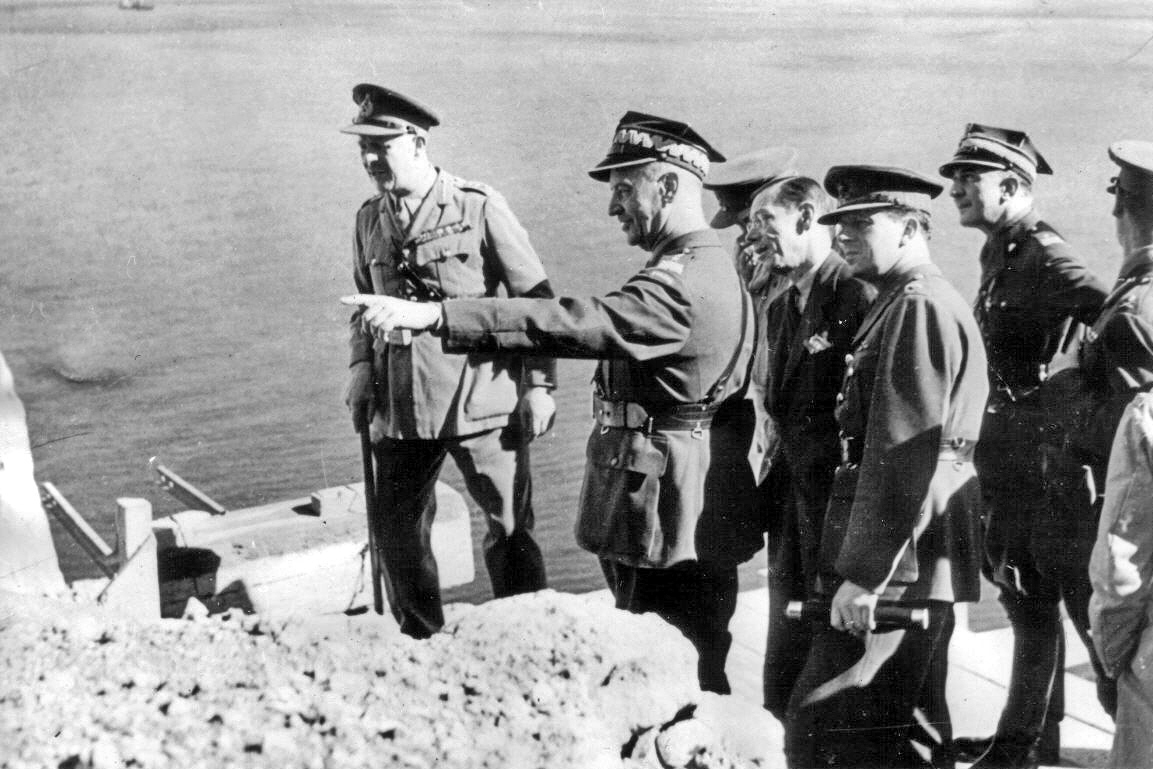
Sikorski en Gibraltar, durante la última visita antes de su muerte en julio de 1943.

Las circunstancias exactas de su muerte permanecen en discusión, lo que ha avivado las actuales teorías de conspiración. El día 24 de mayo decidió acudir a inspeccionar las fuerzas polacas que combatían en Oriente Medio al mando del general Władysław Anders, acompañado por su hija; su jefe del Estado Mayor, mayor general Tadeusz Klimecki; su jefe de operaciones, coronel Andrezej Marecki; su ayudante naval; su secretario personal y el oficial de enlace británico Victor Cazalet. El B-24 en el que viajaban iba pilotado por el teniente checo Edward Prchal. Tras seis semanas en Oriente Medio, a petición del propio Sikorski, el viaje se realizó con el mismo avión y con el mismo piloto. En el último momento y antes de despegar, a las cinco de la mañana del sábado 3 de julio, surgieron tres pasajeros, aparte de los seis polacos y el enlace británico: el brigadier J.P. Whiteley, parlamentario inglés, y dos civiles, Walter H. Lock y el «señor Pinder», de identidad real desconocida aunque probablemente se tratara de agentes del Servicio Secreto Británico.
El avión llegó a Gibraltar para realizar una escala técnica a las seis de la tarde del mismo día. El general fue recibido por el gobernador Noel Manson-Macfarlane y el oficial de enlace polaco Ludwik Lubienski. A la mañana siguiente llegó al peñón el embajador soviético en Londres, Iván Maiski, a quien no se le comunicó la presencia de las autoridades polacas para no crear un incidente diplomático. Esa misma mañana, Maisky siguió viaje a Argel y días después del accidente, acusó veladamente al gobierno británico. Al día siguiente, Sikorski mantuvo reuniones de estado y recibió correos de Polonia (uno de ellos, Gralenski, le ofreció llevarle a Londres en su avión). A las 10 de la noche, junto con el gobernador se dirigió al aeropuerto para embarcar en el Liberator.
El avión recorrió los 1650 m de la pista con los 17 ocupantes a bordo y se elevó a 690 m de altura. Cuando todo parecía ir bien, el avión picó de forma brusca y el piloto apenas pudo parar los motores antes de que el avión se estrellase en el mar. Desde la lancha de salvamento que se envió inmediatamente después del impacto, se lograron rescatar tres cuerpos; dos de ellos eran los cadáveres del general Sikorski y su jefe del Estado Mayor, Klimecki. El tercero era el del piloto Prchal, que aun seguía vivo, por lo que fue trasladado al hospital y donde conseguiría recuperarse. En días sucesivos, lograron encontrar el resto de cuerpos, menos los de Sofia Sikorski, el del segundo piloto y el del «señor Pinder».
A partir de este punto, las primeras voces acerca de «casualidades», surgieron del embajador Maisky y de Joseph Goebbels, quien declaró: «Al igual que en el caso del almirante Darlan, Sikorski ha sido asesinado por el Servicio Secreto británico, que no tolera que haya personalidades independientes que puedan entorpecer la política de Winston Churchill».
La hipótesis del sabotaje fue descartada, ya que el 7 de julio la Comisión de Investigación de la RAF, se entrevistó con 28 testigos, incluyendo a Prchal. Todos declararon que se debió a un fallo del piloto. Los restos del Liberator fueron custodiados por comandos especiales y centinelas de la RAF.
Hay un punto discordante, en el que los testigos recuerdan que Prchal no llevaba el chaleco salvavidas, según su costumbre y al parecer, cuando fue recogido por la lancha de salvamento, era el único que lo llevaba.
En el año 1964, el escritor Rolf Hochhuth recibió la visita de un individuo que se identificó como miembro de los Servicios Secretos británicos y jefe del equipo que saboteó el avión de Sikorski. Le ofreció diversas pruebas y le pidió que no revelase su identidad hasta su muerte. El mismo autor, escribiría la obra de teatro Los soldados, en la que Churchill aparece como responsable de la muerte de Sikorski. Esto creó un gran revuelo en Inglaterra.
Todos los cuerpos hallados recibieron sepultura en diferentes lugares. Curiosamente, el otro civil, Walter Lock, desapareció sin dejar rastro. Ni este, ni el «señor Pinder», figuran en el Registro Oficial de Defunciones de Gibraltar. Los restos del Liberator, que se enviaron a Inglaterra para su estudio, nunca llegaron a su destino.

## Obra
El general Sikorski fue también un escritor activo en los temas de táctica militar y describir sus experiencias personales de la guerra.
- Regulamin musztry Związku Strzeleckiego i elementarna taktyka piechoty (Reglamento de perforación de la Asociación de infantería básica de Fusileros) 1911.

- Nad Wisłą i Wkrą. Studium do polsko–radzieckiej wojny 1920 roku (En los ríos Vistula y Wkra: a Contribution to the Study of the Polish–Soviet War of 1920), 1923; última ed. Varsovia, 1991.

- O polską politykę państwową. Umowy i deklaracje z okresu pełnienia urzędu prezesa Rady Ministrów 18 XII 1922–26 V 1923 (Polish National Policies: Agreements and Declarations from My Tenure as Prime Minister, December 18, 1922 to May 26, 1923), 1923.

- Podstawy organizacji naczelnych władz wojskowych w Polsce (Basic Organization of the Supreme Military Authorities in Poland), 1923.

- Polesie jako węzeł strategiczny wschodniego frontu (Polesie as a Strategic Node of the Eastern Front), 1924.

- La campagne polono-russe de 1920 (French: The Polish-Russian Campaign of 1920), 1928.

- Polska i Francja w przeszłości i w dobie współczesnej (Poland and France in the Past and in the Present Day), 1931.

- Przyszła wojna – jej możliwości i charakter oraz związane z nimi zagadnienia obrony kraju (War in the Future: Its Capacities and Character and Associated Questions of National Defense), 1934; traducido al francés en 1934, y al inglés en 1943; última edición Varsovia, MON, 1972.

Algunas de sus obras han sido recogidas en:
- Generał Władysław Sikorski: Publicystyka generała Władysława Sikorskiego na łamach Kuriera Warszawskiego w latach 1928–1939 (Gral. Władysław Sikorski: artículos del General Władysław Sikorski en Warsaw Courier, 1928–1939), Oficyna Wydawnicza Aspra, 1999, ISBN 83-908937-3-8.